# Marcus Bessa
Marcus Bessa (2 de janeiro de 2000) é um ator, modelo e cantor brasileiro que ganhou notoriedade ao protagonizar o filme Ela Disse, Ele Disse, interpretando Leo, ao lado de Duda Matte também pela aparição em alguns capítulos de Carinha de Anjo, como Pedro.

## Biografia e carreira
Marcus Bessa destacou como atorno filme Ela Disse, Ele Disse, comédia romântica de 2019 baseada no livro de mesmo nome da escritora Thalita Rebouças. Mas seu primeiro trabalho para a televisão a novela Carinha de Anjo (2016-2018), no SBT.Também é músico, tendo lançado o seu primeiro single Sozinho, em 2019 quando iniciou a sua carreira de cantor.

## Filmografia

### Televisão
| Ano     | Título            | Personagem  | Notas                       |
| ------- | ----------------- | ----------- | --------------------------- |
| 2017-18 | Carinha de Anjo   | Pedro       |                             |
| 2018    | Jesus             | João Marcos | Episódio: "21 de agosto"    |
| 2018    | Lia               | Issacar     |                             |
| 2019    | Santos Dumont     | Luiz Dumont | Episódio: "Le Petit Santos" |
| 2019    | Jezabel           | Jorão       |                             |
| 2021    | Genêsis           | Benjamim    |                             |
| 2022    | Reis              | Zanata      |                             |
| 2022    | Sob Pressão       | Vitor       | Episódio: "7"               |
| 2025    | Paulo, O Apóstolo | João Marcos |                             |

### Cinema
| Ano  | Título                            | Personagem |
| ---- | --------------------------------- | ---------- |
| 2019 | Ela Disse, Ele Disse              | Léo        |
| 2022 | Confissões de uma Garota Excluída | Zeca       |